# Antonio Mampaso
Antonio Mampaso Recio (1953, Madrid) es un astrofísico español, profesor en la Universidad de La Laguna, investigador del Instituto de Astrofísica de Canarias (IAC) y colaborador científico del Consejo Superior de Investigaciones Científicas (CSIC). Sus áreas de trabajo son el medio interestelar, la evolución estelar y las nebulosas. Dirigió un grupo de investigación sobre el Medio Interestelar en el IAC hasta 2019.

## Biografía
Antonio Mampaso es licenciado en ciencias físicas -especialidad en Física Aplicada- por la Universidad Autónoma de Madrid y doctor en ciencias físicas -especialidad en Astrofísica- por la Universidad de La Laguna en 1992 con la tesis doctoral Un estudio infrarrojo de regiones galácticas con formación estelar reciente dirigida por Francisco Sánchez Martínez. Tiene su residencia en Santa Cruz de Tenerife.
Durante los años 1996-1999 ha sido investigador principal del proyecto de la Unión Europea "International Time at the European Northern Observatory". Ha dirigido, como investigador principal, numerosos proyectos de investigación del Ministerio de Ciencia y Tecnología de España sobre el medio interestelar. Antonio Mampaso ha sido Coordinador de Investigación del Instituto de Astrofísica de Canarias en el período 1994-1997 y miembro del Comité de dirección del Instituto anglo-holandés "Isaac Newton" desde 1999 a 2002.
Además de un destacado astrofísico Mampaso es considerado un gran divulgador científico. Ha organizado y participado en diversos cursos de divulgación de la astrofísica de la Universidad Internacional Menéndez Pelayo. Participa en el proyecto COSMOEDUCA de divulgación de la astrofísica entre los alumnos de enseñanzas medias. Entre otros muchos planteamientos sugerentes, traslada la modelización de la evolución biológica y la selección natural de Darwin de la vida a la evolución de los distintos astros e incluso de todo el universo.
Además Antonio Mampaso es miembro de la Unión Astronómica Internacional (International Astronomical Union) IAU. y miembro del Canary Islands Planetary Nebula Research Group., grupo con numerosas publicaciones en revistas científicas.
Antonio Mampaso ha sido asesor de astronomía en la elaboración del guion de la película Ágora (película) del director Alejandro Amenábar y  asesor científico en la comedia del director Mateo Gil "Las Leyes de la Termodinámica" (2017).
Desde 2014 hasta 2019 Antonio Mampaso ha sido director del Museo de la Ciencia y el Cosmos en Tenerife.

## Publicaciones

### Artículos
- Relación de 192 artículos con Canary Islands Planetary Nebula Research Group en Astrophysics Data System (ADS)
- Relación de 40 artículos en arXiv.org
- Relación de artículos en Google Académico

### Libros
- 1993 - Infrared Astronomy (eds.: A. Mampaso, M. Prieto, F. Sánchez), Cambridge University Press, ISBN 0-521-54810-1
- 1997 - The universe at large: key issues in astronomy and cosmology, (eds.: Guido Münch, Antonio Mampaso, F. Sánchez), Cambridge University Press, ISBN 0-521-55367-9